# Naturläkemedel
Naturläkemedel används vardagligt som benämning på läkemedel vars verksamma beståndsdelar har ett naturligt ursprung. I svensk lagstiftning är naturläkemedel en av tre kategorier av läkemedel med naturligt ursprung, tillsammans med växtbaserade läkemedel och traditionellt växtbaserade läkemedel. Oavsett vilken kategori ett läkemedel tillhör måste de tillverkas enligt samma krav som gäller för konventionella läkemedel. 
Kategorin växtbaserade läkemedel godkänns på samma grunder som konventionella läkemedel där förutom produktens kvalitet också dess säkerhet och effekt måste styrkas av den som ansöker om att få produkten godkänd. Dessa läkemedel kan antingen vara receptfria eller receptbelagda beroende på bl.a. deras användningsområde. Äldre växtbaserade läkemedel kan godkännas enligt ett förenklat förfarande som traditionellt växtbaserade läkemedel. Produktens kvalitet bedöms då enligt samma krav som för andra läkemedel, men den sökande behöver inte visa säkerhet och effekt på samma sätt. I stället krävs att man kan visa att det finns en traditionell användning av växtmaterialet under minst 30 år varav minst 15 år inom EU. De får bara vara avsedda för användningsområden som lämpar sig för egenvård och de säljs därför receptfritt på apotek men även fritt på andra ställen. De ska vara märkta Traditionellt växtbaserat läkemedel...(godkänt användningsområde). 
Den tredje kategorin av läkemedel vars beståndsdelar är av naturligt ursprung, naturläkemedel, är baserade på djurdelar, bakteriekulturer, mineraler samt salter. Även här måste produkternas kvalitet visas på samma sätt som för konventionella läkemedel, men effekt och säkerhet baseras på en bedömning av beprövad traditionell användning i Sverige eller något land med likartad läkemedelsanvändning. Ibland kan även kompletterande studier av produkternas effekt användas till stöd för godkännandet. Även denna kategori får bara användas för egenvård och säljs receptfritt på apotek men även fritt i annan handel. De ska vara märkta med Naturläkemedel..
Begreppet naturmedel som fanns fram till 1993 har upphört att gälla och de flesta av de tidigare frilistade naturmedeln godkändes den 29 mars 2006. Sex stycken som fick vara kvar på marknaden till godkännandeprocessen var slutförd. För denna grupp gällde endast att visa att normalt bruk inte var skadligt.

## Naturläkemedel tidigare
Tidigare var naturläkemedel beteckningen på läkemedel med ursprung i naturen som godkänts av Läkemedelsverket. De hade samma krav på tillverkning och säkerhet som "vanliga" läkemedel, men med förenklad effektdokumentation. Bevis för en lång traditionell användning räckte istället för kliniska prövningar. De verksamma beståndsdelarna skulle ha ett naturligt ursprung, det vill säga komma från växter, djur eller mineraler. Naturläkemedel fick inte bestå av framrenade substanser. Vanligtvis användes standardiserade extrakt där man bestämt halten på de ämnen som anses verksamma. Naturläkemedel skulle användas vid enklare besvär som inte kräver läkarbehandling. För att godkännas av Läkemedelsverket krävdes att preparatet var lämpligt för egenvård.

## Biverkningar
Naturläkemedel betraktas ofta som ofarliga, eftersom de kommer ur naturen.  Detta är dock en missuppfattning.  Biverkningar är inte alls ovanliga, särskilt kontaktallergier.